# Justí Rousseil
Justí Maria Rousseil (Montner, 1854 - Catllà de Conflent, 1932) o Justin Rousseil va ser un sacerdot nord-català que publicà un llibre sobre Joana d'Arc i un altre sobre Lorda que tingueren gran ressò coetani.

## Biografia
Després de ser ordenat sacerdot el 1878 ocupà els càrrecs de rector de Trevillac, Terrats, Sant Nazari, Pesillà de la Ribera i Catllà de Conflent. A més, va ser professor i canonge de Paumèrs, al Llenguadoc. Era bon orador i amant de les lletres, i publicà dues obres que tingueren una gran acollida: La sainte nationale, una hagiografia de santa Joana d'Arc que es traduí a l'anglès; i Les splendeurs de Lourdes, que tingué dues edicions contemporànies en francès, tres més en anglès i una en italià (modernament, a més, la versió anglesa s'ha reimprès en edició facsimilar). També col·laborà en publicacions periòdiques.

## Obres
- Les splendeurs de Lourdes, souvenirs des noces d'or Perpinyà: Imp. Barriere et cie, 1908
  - Joseph Murray, trad. The Glories of Lourdes London: Washbourne, 1909 (2 ed. 1911)
  - Joseph Murray, trad. The Glories of Lourdes New-York: Benziger Brothers, 1909
  - Joseph Murray, trad. The Glories of Lourdes General Books, 2009 ISBN 9781151415493
  - Splendori di Lourdes Milano: Tip. Santa Lega Eucaristica, 1913
- La sainte nationale ou le surnaturel dans la personne et l'ouvre de Jehanne d'Arc Perpinyà: Imprimerie Catalane, 1921 (2a. ed. 1922)
  - Joseph Murray, trad. Saint Joan of Arc, a study of the supernatural in her life and mission London: Burns, Oates & Washbourne, 1925
- Jacinto Verdaguer, article a Revue de Lille 1910, p. 4 i 6